# Umschau (Schifffahrt)
Unter Umschau wird die Arbeitssuche von Seeleuten verstanden.

## Einzelheiten
Bis in die erste Hälfte des 19. Jahrhunderts war es im norddeutschen Raum (und hier besonders im Ostseeraum) üblich, dass die seinerzeit bäuerlich geprägte und zudem wetterabhängige Küstenschifffahrt in den drei Wintermonaten ruhte. Während dieser Zeit fanden sich Schiffer und Schiffsmannschaften in den verschiedenen Hafenplätzen für die kommende Saison im Verfahren der Umschau zusammen. In den meisten Hafenstädten gab es für das Zusammentreffen bestimmte Treffpunkte, wie Hafenkneipen, eine örtliche Schiffergesellschaft oder einen anderen dafür bekannten öffentlichen Platz (in Wismar war dies zum Beispiel der Fastelabendmarkt). Je nach Ort wurden bei der Umschau bestimmte Rituale eingehalten, so war es in Rostock üblich, dass arbeitssuchende Seeleute zwischen der Blutstraßenecke und dem Rathaus auf einer Straßenseite blieben und Kapitäne und Steuerleute auf der gegenüberliegenden Seite. In Warnemünde wurde teilweise ein älterer und erfahrener Matrose mit der Zusammenstellung der Mannschaft beauftragt. Insbesondere an der Ostseeküste stand schon recht lange vor Beginn der nächsten Fahrzeit fest, wer mit welchem Schiffer auf welchem Schiff fahren würde.
Mit dem Rückgang der lokal geprägten Kleinschifffahrt gegen Ende des 18. Jahrhunderts und der wachsenden Bedeutung der nicht so stark wetterabhängigen Dampfschifffahrt zu Beginn des 19. Jahrhunderts verschwand auch das Verfahren, über die Umschau zu einem neuen Schiff zu kommen. Weitere Gründe für den Rückgang der Umschau waren zum einen anfangs die wachsenden Hafenstädte, die in größerer Anzahl Seeleute von außerhalb anzogen, welche dort auf Heuerbaase trafen, die als Vermittler zwischen Seemann und Schiffer auftraten, und später zum anderen die Reedereien, die eigene Heuerbüros zur Anstellung von Seeleuten einrichteten.
Der Begriff Umschau wird bis heute verwendet. Er findet sich beispielsweise noch im Manteltarifvertrag für die deutsche Seeschifffahrt und bestimmt dort die vom Reeder zu gewährende (und zu bezahlende) Zeit, in der ein Besatzungsmitglied sich nach einer anderen Stellung umsieht.